# Neofriseria caucasicella
Neofriseria caucasicella är en fjärilsart som beskrevs av Klaus S.O. Sattler 1960. Neofriseria caucasicella ingår i släktet Neofriseria och familjen stävmalar. Inga underarter finns listade i Catalogue of Life.